# Ömer Aydoğan
Ömer Aydoğan – turecki bokser, zdobywca 3. miejsca na Mistrzostwach Unii Europejskiej w 2008 roku oraz 3. miejsca podczas Światowych wojskowych igrzysk sportowych w 2011.